# Pidonia infuscata
Pidonia infuscata là một loài bọ cánh cứng trong họ Cerambycidae.